# Shayda
Shayda är en australisk dramafilm från 2023. Filmen är regisserad av Noora Niasari, som även skrivit filmens manus. Filmen hade världspremiär på Sundance Film Festival i januari 2023 och hade biopremiär i Australien i oktober 2023.
Filmen hade biopremiär i Sverige den 30 augusti 2024, utgiven av Lucky Dogs.

## Handling
Filmen kretsar kring Shayda som flytt från Iran till Australien tillsammans med sin sexåriga dotter för att undkomma sin våldsamma man. De söker skydd på ett kvinnoboende och Shayda ansöker om skilsmässa. När en domare ger hennes man umgängesrätt blir han återigen en del av deras liv.

## Rollista (i urval)
- Zar Amir Ebrahimi – Shayda
- Selina Zahednia – Mona
- Osamah Sami – Hossein
- Leah Purcell – Joyce
- Mojean Aria – Farhad
- Jillian Nguyen – Vi
- Lucinda Armstrong Hall – Renee